# 罗克哈姆 (南达科他州)
罗克哈姆（英語：Rockham），是美国南达科他州下属的一座城市。根据2010年美国人口普查，该市有人口32人。论人口在本州排行第292。